# Ara asz-Szamalijja
Ara asz-Szamalijja (arab. عرى الشمالية) – miejscowość w Syrii, w muhafazie Idlib. W 2004 roku liczyła 1157 mieszkańców.